# Hrabstwo Pueblo
Hrabstwo Pueblo (ang. Pueblo County) – hrabstwo w stanie Kolorado w Stanach Zjednoczonych. Obszar całkowity hrabstwa obejmuje powierzchnię 2397,795 mil2 (6210,28905 km²). Według danych z 2010 r. hrabstwo miało 159 063 mieszkańców. Hrabstwo powstało w 1 listopada 1861 roku, a jego nazwa pochodzi z języka hiszpańskiego, którą można przetłumaczyć jako miasteczko lub wieś.

## Sąsiednie hrabstwa
- Hrabstwo El Paso (północ)
- Hrabstwo Lincoln (północny wschód)
- Hrabstwo Crowley (wschód)
- Hrabstwo Otero (wschód)
- Hrabstwo Las Animas (południe)
- Hrabstwo Huerfano (południowy zachód)
- Hrabstwo Custer (zachód)
- Hrabstwo Fremont (północny zachód)

## Miasta
- Boone
- Pueblo
- Rye

## CDP
- Avondale
- Beulah Valley
- Blende
- Colorado City
- Pueblo West
- Salt Creek
- Vineland